# Otto Philipp Braun

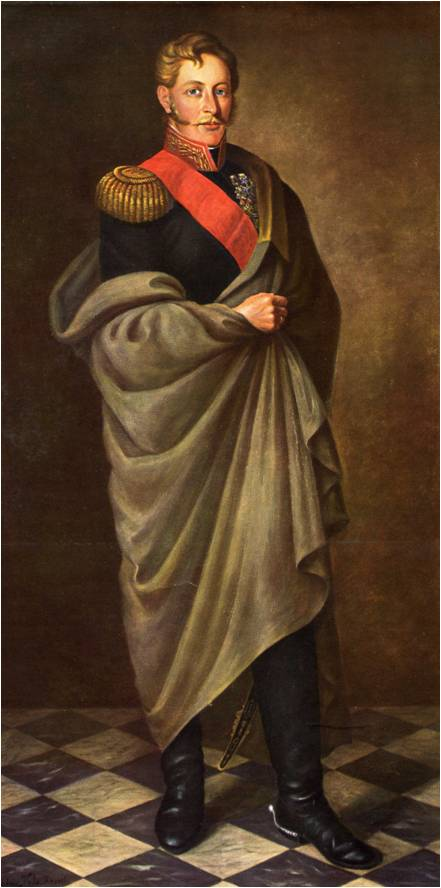
Otto Philipp Braun

Otto Philipp Braun (* 13. Dezember 1798 in Kassel, Landgrafschaft Hessen-Kassel; † 24. Juli 1869 in Nieder Wildungen, Fürstentum Waldeck) nahm am südamerikanischen Unabhängigkeitskrieg teil. Er war mehrmaliger bolivianischer Kriegsminister, Großmarschall von Montenegro und Gefährte von Simón Bolívar, Antonio José de Sucre und Andrés de Santa Cruz.

## Leben

### Herkunft und Familie
Im Jahr 1798 kam Braun als siebtes Kind des Hofsattlers und Wagenbauers Ludwig Theodor Braun und seiner Ehefrau Sophie, geborene Franke, in Kassel auf die Welt. Braun heiratete 1828 Justa Germana de Rivero. Sie verstarb schon 1837. Aus dieser Ehe gingen eine Tochter und zwei Söhne hervor. Einer seiner Söhne war der Bergingenieur und bolivianische Gesandte in Peru José Manuel Braun (1832–1909). In zweiter Ehe war Braun mit Emma Barensfeld verheiratet. Mit ihr hatte er fünf Töchter.

### Karriere
Im Alter von 16 Jahren nahm Braun im Jahre 1814 als Freiwilliger der kurhessischen Jäger zu Pferde am Feldzug gegen Napoleon in Frankreich teil. Danach studierte er 1815–1818 in Hannover und Göttingen Tiermedizin und ließ sich in militärischem und höfischem Reiten ausbilden.
Im Jahre 1818 wanderte Braun zunächst in die USA und dann nach Haiti aus. Versuche, sich dort als Tierarzt bzw. Gestütsdirektor bei Henri Christophe niederzulassen, scheiterten.
Mitte 1820 erreichte Braun Kolumbien. Nach einer kurzen Zeit als Pferdehändler gelang es ihm, einfacher Kavallerieoffizier in der Armee von Simón Bolívar zu werden. In der Folge nahm Braun an der Belagerung von Cartagena, der Schlacht von Santa Marta und höchstwahrscheinlich auch an der Schlacht von Carabobo teil. Zwischendurch hatte Braun als Offizier in Bogotá  für Vizepräsident Francisco de Paula Santander gearbeitet. Ab Oktober 1821 nahm Braun am Feldzug im südlichen Großkolumbien (heute Ecuador) unter Simón Bolívar teil. Bis zum Herbst 1823 blieb Braun mit den von ihm kommandierten kolumbianischen Grenadieren zu Pferde als Teil der Armee Bolivars in Guayaquil.
Mit einer der letzten Einheiten der Unabhängigkeitsarmee erreichte er im Oktober 1823 Lima. Dies war der Beginn seiner Teilnahme am Unabhängigkeitskrieg Perus. Aufgrund einer bis dato ungewöhnlichen Kampftaktik, persönlichen Muts und seiner hervorragend ausgebildeten Schwadron trug „Otón Felipe“ Braun erheblich zum Sieg in der Schlacht von Junín bei. Anschließend wurde Braun nicht nur befördert, sondern etablierte sich kontinuierlich im Führungskreis um Simón Bolívar und Antonio José de Sucre. In der Schlacht bei Ayacucho zeichnete sich Braun erneut aus.
Unter Antonio José de Sucre nahm Braun an dem Feldzug in Hoch-Peru (heute Bolivien) teil und zog mit der Unabhängigkeitsarmee in La Paz ein. Dem Präsidenten Boliviens, Antonio José de Sucre, diente Braun von 1825 bis 1828 als loyaler Offizier. Nach dem Aufstand der kolumbianischen Grenadiere im Jahre 1826 fiel Braun bei Sucre allerdings in Ungnade. Durch kontinuierliche Loyalität während der politischen und militärischen Krisen der Regierung Sucre gelang es Braun, gestärkt aus der Situation hervorzugehen; er zählte im Anschluss zum militärisch-politischen Führungskreis der politischen Fraktion um Bolívar und Sucre.
Während der peruanischen Invasion 1828 unter Agustín Gamarra organisierte Braun trotz zahlenmäßiger Unterlegenheit erheblichen Widerstand. Hier nahm er das erste Mal als Gouverneur von La Paz ein politisches Amt wahr. Nach der Kapitulation sorgte Braun für einen sicheren Abzug der kolumbianischen Truppen und garantierte die Sicherheit des isolierten Sucre. Er selbst verließ Ende 1828 Bolivien ebenfalls Richtung Groß-Kolumbien.
Im peruanisch-großkolumbianischen Krieg von 1828 bis 1829 gehörte der inzwischen zum General erhobene Braun zum unmittelbaren Führungszirkel um Simón Bolívar, Antonio José de Sucre und Juan José Flores. Nach dem Sieg Großkolumbiens gegen Peru wurde Braun mit einer diplomatischen Mission betraut. Anschließend reiste er nach Valparaíso, Chile. Im südperuanischen Arequipa blieb Braun ein Jahr bei seiner per Vollmacht geheirateten Frau.
Im Jahre 1830 warb der bolivianische Präsident Andrés de Santa Cruz Braun als Militär und Funktionär an. Braun bekleidete viele Ämter und Posten während seiner über neun Jahre andauernden Karriere unter Santa Cruz. Braun war General, Oberbefehlshaber, Militärkommandeur und Präfekt mehrerer Departaments (vor allem von La Paz) und schließlich als Kriegsminister unmittelbares Mitglied der Regierung. Ab Mitte der 1830er Jahre übte Braun erheblichen Einfluss auf Santa Cruz aus.
Im Jahre 1835 ernannte Andrés de Santa Cruz Braun zum Kriegsminister und beförderte ihn 1836 zum Divisionsgeneral. Während der Bolivianisch-Peruanischen Konföderation (1836–1839) unterstützte Braun Präsident Santa Cruz als loyaler Funktionär und fähiger Militär. Dies war auch nötig, da die benachbarten Länder Chile und Argentinien die peruanisch-bolivianische Konföderation mehrfach militärisch angriffen. Es war Brauns Aufgabe, die Invasion Argentiniens im Süden abzuwehren. Im Juni 1838 kam es am Berg Montenegro im Süden des heutigen Departamento Tarija zu einer Schlacht gegen Argentinien. Braun trug mit unterlegenen Kräften den Sieg davon und wurde daraufhin von Andrés de Santa Cruz zum Großmarschall von Montenegro – der höchsten militärischen Ehre – ernannt. Nach der Schlacht von Yungay 1839 im Februar implodierte die Peruanisch-Bolivianische Konföderation. Auf Braun wurde ein Attentat verübt, er wurde verhaftet und des Landes verwiesen.

### Netzwerk
Während der langen Karriere unter Santa Cruz hatte Braun sein Netzwerk gepflegt. Zu seinen Kommunikationspartnern zählten: Simón Bolívar, Antonio José de Sucre,  die Präsidenten Boliviens Andrés de Santa Cruz, José Miguel de Velasco, José Ballivián, Sebastían Ágreda und Manuel Isidoro Belzu, die Vizepräsidenten Mariano Enrique Calvo, Politiker wie Francisco de Paula Belzu, Casimiro Olañeta, Manuel Buitrago, José Joaquín de Mora, Ramón Herrera. Darüber hinaus schuf sich Braun ein Netzwerk zu peruanischen, ecuadorianischen, argentinischen und chilenischen Politikern, wie Luis José de Orbegoso, Agustín Gamarra, Juan José Flores, Elías Bedoya, Facundo de Zuviría, Manuel Solá und Benjamín Viel. In Europa erhielt Braun Zugang zum britischen Außenminister Lord Palmerston, dem französischen Präsidenten Bonaparte und – noch Jahrzehnte nach seiner Zeit als Politiker – dem französischen Außenminister Édouard Drouyn de Lhuys.

### Einflussreicher Akteur in der atlantischen Welt

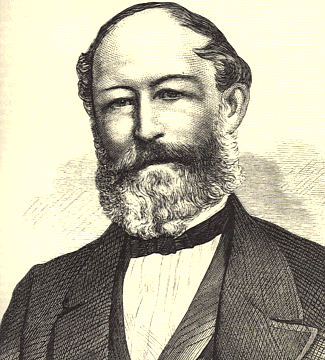
Otto Philipp Braun

Mit dem Ende der peruanisch-bolivianischen Konföderation endete nicht die politische Karriere Otto Philipp Brauns. Es gelang Braun – gestützt durch ein ansehnliches in Bolivien erworbenes Vermögen –, in der atlantischen Welt als Politiker zu agieren. Braun unterstützte bis 1843 tatkräftig eine mögliche Rückkehr von Andrés de Santa Cruz in den bolivianischen Präsidentenpalast. Nach dem endgültigen Scheitern dieser Idee besaß Braun Zugang zu den wichtigsten politischen Akteuren, allen voran zu den Präsidenten José Ballivián, José Miguel Velasco und Manuel Isidoro Belzu.
Zu Beginn der Präsidentschaft von Belzu war Braun der zentrale Akteur der Allianz der Anhänger von Santa Cruz und Präsident Belzu. In einer Notsituation Anfang 1849 unterstützte Braun seinen ehemaligen Untergebenen Belzu offen und übernahm die Kommandantur von La Paz. Diese Episode zeigt, dass Braun in der Lage gewesen war, sein Ansehen und seinen Einfluss über Zeit und Entfernung aufrechtzuerhalten.
Nach dem Ende der Allianz organisierte Braun – immer zwischen Europa und Südamerika reisend – die Teilnahme des gealterten Andrés de Santa Cruz an den Präsidentschaftswahlen 1855 in Bolivien.

### Elder Statesman
Anschließend besaß Braun noch hinter den Kulissen politischen Einfluss. Beispielsweise trat er neben anderen immer wieder als Vermittler zwischen politischen Fraktionen auf – besonders während der Präsidentschaft von José María Linares und José María Achá. Braun verbrachte seinen Lebensabend in Europa. Noch wenige Jahre vor seinem Tod sind hochkarätige Kontakte in die europäische Spitzenpolitik – vor allem in Paris – nachweisbar. Am 24. Juli 1869 starb Braun und wurde in Kassel beigesetzt. In Südamerika erschienen dutzende würdigende Nachrufe.

## Nachleben
Bis heute war Braun kontinuierlich Gegenstand der deutsch-südamerikanischen, aber vor allem deutsch-bolivianischen Beziehungen. In Kassel wird Brauns regelmäßig gedacht.
Seit 1942 ist die Deutsche Schule La Paz nach ihm benannt.
Über Braun erschienen in der Zeit des Nationalsozialismus zwei historische Romane:
- Otto Grube: Ein Leben für die Freiheit. Das abenteuerliche Schicksal des Großmarschalls Otto Philipp Braun. Bärenreiter Verlag, Kassel 1939.
- Karl Martin: Der Unbesiegte Soldat. Otto Philipp Braun – Der Großmarschall vom Schwarzen Berge. Ein deutsches Heldenleben in Südamerika. Schrag Verlag, Nürnberg 1942.